# Mathieu Valbuena
Mathieu Valbuena (Bruges, 1984. szeptember 28. –) francia labdarúgó, az Apóllon Lemeszú járékosa. A francia válogatott tagjaként ott volt a 2010-es világbajnokságon és a 2012-es Európa-bajnokságon.

## Pályafutása

### Kezdeti évek
Valbuena szülővárosa csapatában, az ES Blanquefortban kezdett el futballozni 1990-ben, később a Bordeaux-hoz került. Miután 2003-ban felkerült a tartalék csapathoz, mindössze három meccs után elküldték. Ezután a Langon-Castets akadémiáján játszott tovább, de felnőtt pályafutását már a Libourne-ban kezdte meg, 2004-ben. Első szezonjában kevés játéklehetőséget kapott, de a második idényben már alapembernek számított. 2006-ban csapatával feljutott a másodosztályba, jó teljesítményével több másodosztályú és élvonalbeli klub figyelmét is felhívta magára.

### Marseille
Valbuena 2006. június 9-én a Marseille-hez igazolt. Ekkor kapta meg pályafutása első profi szerződését. Július 15-én, egy Dnyipro Dnyipropetrovszk elleni Intertotó-kupa-meccsen mutatkozott be. Az edzések eleinte túl keménynek bizonyultak neki, az egyik tréningen bokasérülést szenvedett, ami miatt lemaradt a bajnoki rajtról. Végül november 19-én, egy Valenciennes elleni mérkőzésen debütált a Ligue 1-ben. 2007. május 19-én, a Saint-Étienne ellen szerezte első gólját. A 2007/08-as szezonban alapembere lett a Marseille-nek, miután Franck Ribéry a Bayern Münchenhez igazolt. 2007. szeptember 18-án, a Beşiktaş ellen lejátszotta első Bajnokok Ligája-mérkőzését. A következő csoportmeccsen, a Liverpool ellen győztes gólt szerzett az Anfielden. A hónap végén 2012 nyaráig meghosszabbította szerződését a csapattal.
A 2008/09-es évadot is állandó kezdőként játszotta végig, de az idény után Didier Deschamps lett a menedzser, aki kijelentette, Valbuena nem illik bele az általa elképzelt játékrendszerbe. Szerette volna átadólistára helyezni, de a Marseille vezetői ezt nem engedték. Miután ez kiderült, az Aston Villa, az Arsenal és a Liverpool is jelezte érdeklődését. Valbuena végül a csapatnál maradt és 2010 februárjától ismét alapemberré vált. Nagy szerepe volt abban, hogy a klub a bajnoki címet és a Ligakupát is megnyerte.
A következő szezonban is a kezdőcsapat tagja maradt, bár a csapat leigazolta Loïc Rémyt és André Ayew-t is. 2010. szeptember 12-én, az AS Monaco ellen megszerezte idénybeli első gólját. 2011. január 22-én térdsérülést szenvedett egy edzésen. Egy hónappal később, egy Manchester United elleni BL-meccsen tért vissza. Remekül kezdte a 2011/12-es évadot, több gólpasszt is kiosztott, augusztus 28-án pedig két gólt szerzett a Lille ellen.

### Fenerbahçe
2017. június 12-én hivatalossá vált, hogy a török Fenerbahçe játékosa lesz a következő szezon kezdetétől.

### Apóllon Lemeszú
2023. július 24-én egyéves szerződést írt alá a ciprusi Apóllon Lemeszú csapatával.

## Válogatott
Valbuena 2008 márciusában, két barátságos meccs előtt kapott először behívót a francia válogatottba, de egy sérülés miatt nem léphetett pályára. Végül 2010. május 26-án, Costa Rica ellen debütált, és gólt is szerzett. Bekerült a 2010-es világbajnokságra utazó keretbe, a tornán egyetlen meccsen, Mexikó ellen játszott. 2010. november 17-én gólt szerzett Anglia ellen egy barátságos meccsen. Bekerült a 2012-es Európa-bajnokságon részt vevő keretbe is.

## Sikerei, díjai

### Klubcsapatban

#### Marseille
- Francia bajnok: 2009/10
- Francia ligakupagyőztes: 2010, 2011, 2012
- Francia szuperkupagyőztes: 2010, 2011

## Magánélete
Valbuena édesapja, Carlos Spanyolországból, Valladolid városából származik. Szülei jelenleg is Balnquefort-ban laknak, ahol ő is felnőtt. 2010. december 24-én autóbalesetet szenvedett, amikor szülővárosába utazott haza a karácsonyi ünnepekre, de sérülések nélkül megúszta.

## Fordítás
- Ez a szócikk részben vagy egészben  a   Mathieu Valbuena című angol Wikipédia-szócikk fordításán alapul.  Az eredeti cikk szerkesztőit annak laptörténete sorolja fel. Ez a jelzés csupán a megfogalmazás eredetét és a szerzői jogokat jelzi, nem szolgál a cikkben szereplő információk forrásmegjelöléseként.